# Vlag van Hichtum

Vlag van Hichtum

De vlag van Hichtum is de dorpsvlag van het Nederlandse dorp Hichtum, in de Friese gemeente Súdwest-Fryslân. Deze vlag is ontworpen door Klaes Sierksma. De vlag werd in 1955 aangenomen en in 1969 geregistreerd.
Bij gemeenteraadsbesluit van 19 april 1955 zijn een vlag vastgesteld voor de 27 dorpen van de vroegere gemeente Wonseradeel. Deze vlag is ontworpen door Klaes Sierksma.

## Ontwerp
De vlag bestaat uit een groen veld met een gele diagonale baan die van linksonder naar rechtsboven doorloopt. Aan de mastzijde toont een blauwe verticale baan met daarin een wit blokje.

## Verklaring
De kleuren groen en geel zijn afgeleid van het dorpswapen. De kleur groen duidt op het aanwezige grasland in de omgeving. De herkomst en betekenis van de kleur geel is onduidelijk. De mastzijde toont de vlag van Wonseradeel, de gemeente waar Hichtum eerder tot behoorde.

## Zie ook

Wapen van Hichtum